# Питома поверхня порід
Питома поверхня порід (рос. удельная поверхность пород; англ. rock specific surface; нім. spezifische Gesteinsoberfläche f) — питома мінеральна поверхня порід у моноліті (пласті, шарі) або у дисперсному стані.
Для дисперсного сипкого матеріалу — сумарна площа поверхні частинок, віднесена до одиниці об'єму або маси усього дисперсного твердого матеріалу. У практиці досліджень ґранулометричного складу дрібнодисперсної мінеральної сировини розрізняють повну та зовнішню питому поверхню.
Крім того, виділяють активну питому поверхню мінеральних частинок — параметр, що характеризує відносну здатність поверхні адсорбувати з рідкої фази розчинені в ній флотаційні реаґенти. Цей параметр визначають при дослідженнях збагачуваності з метою вибору оптимального реаґентного режиму флотації.
П.п.п. визначають за ґранулометричним складом, за пористістю і проникністю. Крім того, використовують інші способи визначення П.п.п.: фільтраційний, що базується на вимірюванні опору рухові через пористе тіло розрідженого повітря (кнудсенівський режим руху); адсорбційний, а також метод мічених атомів.
Зовнішня питома поверхня — сумарна поверхня, що утворена рівними ділянками, виступами та тріщинами, глибина яких менша від їх ширини.
Питома поверхня порошкоподібних матеріалів характеризується дисперсним станом і необхідна для оцінки крупності і форми частинок, шорсткості поверхні, розрахунку густини адсорбційного покриття при дослідженні взаємодії мінералів з реаґентами. Питома поверхня мінералів змінюється у широких межах і використовується як важливий показник при оцінці ступеня подрібнення і ефективності сепарації різними методами.
Повна питома поверхня — сумарна поверхня, що утворена зовнішньою і внутрішньою, яка включає глибокі тріщини, наскрізні і тупикові пори та інші дефекти мінеральних структур.
Питома поверхня порошкоподібних матеріалів характеризується дисперсним станом і необхідна для оцінки крупності і форми частинок, шорсткості поверхні, розрахунку адсорбційного покриття при дослідженні взаємодії мінералів з реагентами.
Питома поверхня мінералів змінюється у широких межах і використовується як важливий показник при оцінки степені подрібнення і ефективності сепарації різними методами.